# 西村博
西村 博（にしむら ひろし、1933年1月1日-  ）は、日本の経営者。三井生命保険社長を務めた。

## 来歴・人物
香川県出身。1967年に東京大学法学部を卒業し、同年に三井生命保険に入社した。1996年7月に取締役に就任し、常務、専務を経て、2001年7月に社長に就任した。2009年4月から顧問を務めた。